# 杨植亭
杨植亭（1905年—1982年），中国人民解放军将领、中国人民解放军开国少将。
曾任中国人民解放军北京军区后勤部军需部部长。1955年，授予中国人民解放军少将。